# Lindsay Northover
Lindsay Patricia Northover, baronne Northover, née Granshaw le 21 août 1954, est une universitaire britannique, femme politique libérale démocrate, membre de la Chambre des lords et ancienne ministre junior.

## Biographie

### Jeunesse et formation
Fille de Charles et Patricia Granshaw, Northover est née le 21 août 1954. Elle fait ses études à Brighton and Hove High School, une école indépendante pour filles de Brighton. Elle poursuit ses études au St Anne's College d'Oxford, où elle obtient en 1976 un baccalauréat ès arts en histoire moderne (plus tard promue à la maîtrise ès arts). Elle reçoit une bourse de l'Union anglophone et une bourse Mme Giles Whiting pour étudier au Collège Bryn Mawr et à l'Université de Pennsylvanie, recevant une maîtrise ès arts examinée en 1978 et obtenant un doctorat en philosophie en histoire et philosophie des sciences en 1981.

### Carrière académique
Northover reçoit une bourse de recherche à l'University College de Londres et à l'hôpital St Mark de 1980 à 1983, et une autre bourse de recherche en 1983–84 à la St Thomas's Hospital Medical School de Londres. Elle est ensuite nommée maître de conférences à l'University College London et au Wellcome Institute en 1984, où elle enseigne à des étudiants en médecine, à des étudiants en sciences humaines et à d'autres personnes de l'Université de Londres, et mène des recherches sur l'histoire de la médecine moderne, en écrivant divers livres et articles universitaires.

### Carrière politique
Northover se présente à Welwyn Hatfield aux élections générales de 1983 et 1987, et à Basildon aux élections générales de 1997. Elle est membre du comité qui négocie la fusion entre le Parti libéral et le SDP en 1987-1988, formant les libéraux démocrates. Elle est présidente de Women Liberal Democrats 1992–1995, présidente du SDP puis de l'Association des candidats parlementaires libéraux démocrates 1987–1991, puis vice-présidente et présidente de la Health and Social Welfare Association, 1987–1988.
Le 1er mai 2000, elle est créée pair à vie, prenant son nom d'épouse de Northover, en tant que baronne Northover, de Cissbury dans le comté de West Sussex. Elle est porte-parole des libéraux démocrates sur la santé à la Chambre des lords 2000-2002 et porte-parole principal des libéraux démocrates sur le développement international à la Chambre des lords, 2002–2010. Elle est membre de divers comités spéciaux de la Chambre des Lords, y compris ceux sur la recherche sur les cellules souches embryonnaires (2001–2002), et sur l'Union européenne (sous-commission des affaires étrangères, de la défense et du développement international 2003–04; sous-commission sur Affaires économiques et financières, 2008–10).
En 2010, sous le gouvernement de coalition, elle est nommée whip du gouvernement (Lord-in-waiting) et porte-parole pour le développement international, la santé, la justice et les femmes et l'égalité, couvrant plus tard l'éducation, le DCMS et le DEFRA, au lieu de la justice et la santé ,.
Northover est membre du conseil de l'Overseas Development Institute, 2005-2010; Administrateur du Tropical Health and Education Trust, 2007–10; Vice-présidente du groupe parlementaire associé du British Council, 2007–10; Vice-présidente de l'Association parlementaire du Commonwealth, 2008-2010; Administratrice des libéraux démocrates, 2009-2011; Administratrice de l'UNICEF UK, 2009–10 . Elle est promue au poste de sous-secrétaire d'État au Département du développement international en novembre 2014.